# Fadogia andersonii
Fadogia andersonii är en måreväxtart som beskrevs av Robyns. Fadogia andersonii ingår i släktet Fadogia och familjen måreväxter. Inga underarter finns listade i Catalogue of Life.